# Sinaballaj
Sinaballaj è una frazione del comune di Rrogozhinë in Albania (prefettura di Tirana).
Fino alla riforma amministrativa del 2015 era comune autonomo, dopo la riforma è stato accorpato, insieme agli ex-comuni di Gosë, Kryevidh e Lekaj a costituire la municipalità di Rrogozhinë.

## Località
Il comune era formato dall'insieme delle seguenti località:
- Sinaballaj
- Methasanaj
- Hazdushk
- Hamenraj
- Kocaj-Sheshaj
- Thartor
- Rrostej
- Fliballije
- Demarka